# Brigadas Al-Mukhtar
Las Brigadas al-Mukhtar, llamadas también Saraya al-Makhtar o Resistencia Islámica de Baréin, es un movimiento insurgente chiita bareiní que ha perpetrado varios ataques contra objetivos gubernamentales. Está clasificada como organización terrorista por varios países, incluidos Estados Unidos y Reino Unido. Estados Unidos y Baréin han señalado al Cuerpo de la Guardia Revolucionaria Islámica (CGRI) de respaldar la organización. Es una de las principales guerrillas opositoras en Baréin, siendo parte de las facciones rebeldes de la insurgencia en ese país, junto a las Brigadas al-Ashtar.

## Ideología
Las Brigadas juraron lealtad al Jomeinismo en 2016, en el aniversario de la muerte del líder iraní, el ayatolá Joemeni. Las Brigadas tienen el objetivo de derrocar a la Casa del Khalifa y convertir a Baréin en una provincia iraní. Las Brigadas Mukhtar apoyaron a los rebeldes chiitas en Arabia Saudita durante el conflicto en Qatif.

## Historia
Las Brigadas al-Mukhtar se fundaron en 2013, dos años después del final del levantamiento de Baréin de 2011. El grupo ha llevado a cabo alrededor de 200 ataques en el país, principalmente con el uso de dispositivos explosivos improvisados contra fuerzas de seguridad y oficiales de Fuerza del Escudo de la Península. Si bien los ataques han disminuido desde 2018, la organización todavía está activa.
Después del asesinato de Qasem Soleimani, las Brigadas firmaron una declaración condenando públicamente la acción de Estados Unidos y advirtiendo de ataques de represalia. El documento afirmaba que "considera todos sus intereses y presencia [de Estados Unidos] en Baréin como objetivos legítimos" y prometía llevar a cabo ataques contra objetivos estadounidenses en Baréin. En junio de 2017, el grupo pirateó la cuenta de Twitter de un político bahreiní que anteriormente había sido ministro de Asuntos Exteriores.
Las brigadas Mukhtar también tienen actividades en el extranjero y han intervenido en la guerra civil siria para apoyar a las fuerzas del régimen, donde el Small Wars Journal dice que colaboran con Hezbollah. La organización ha admitido públicamente sus estrechos vínculos con los paramilitares iraquíes proiraníes Kata'ib al-Imam Ali y Saraya al-Khorasani.

### Designación como organización terrorista
Baréin reconoce a las Brigadas como una organización terrorista. Arabia Saudita, Egipto y los Emiratos Árabes Unidos clasificaron a las Brigadas al-Mukhtar como grupo terrorista en julio de 2017, y el Reino Unido se les unió en diciembre de ese año. En 2020, Estados Unidos, bajo la administración Trump, identificó formalmente a las Brigadas al-Mukhtar como una organización terrorista, lo que algunos comentaristas han sugerido que puede ser parcialmente una recompensa al acuerdo de normalización entre Baréin e Israel.